# Jamińska Strażnica
Jamińska Strażnica (słow. Slavkovská vežička) – turnia w słowackich Tatrach Wysokich, położona w Jamińskim Filarze – odgałęzieniu środkowej części Warzęchowego Filara, opadającego do Doliny Staroleśnej.
Od znajdujących się na zachodzie Wielkiej Warzęchowej Strażnicy i Pośredniej Warzęchowej Strażnicy Jamińska Strażnica odgraniczona jest Jamińskim Przechodem. Według Bedekera tatrzańskiego Jamiński Filar odgałęzia się od Wielkiej Warzęchowej Strażnicy. Z kolei Witold Henryk Paryski w 14. tomie przewodnika Tatry Wysokie opisuje, że owa grań jest kontynuacją piarżysto-skalistej grzędy opadającej spod bloku szczytowego Pośredniej Warzęchowej Strażnicy. Jamińska Strażnica stanowi zakończenie grani, ale nie jest typowym wierzchołkiem, lecz stanowi miejsce, od którego przeistacza się ona w stromą grzędę. Z dna Doliny Staroleśnej Jamińska Strażnica wygląda jednak jak wybitna, zakończona ostro samodzielna turnia.
Południowe stoki opadają z Jamińskiej Strażnicy do Jaminy – górnego piętra Jamińskiego Żlebu, odgałęzienia Doliny Staroleśnej. Na północ od Jamińskiego Przechodu, między Jamińskim i Warzęchowym Filarem, znajduje się stroma rynna, niżej przechodząca w Jamińskie Usypy – wielki stożek piargowy położony między Jamińską Strażnicą a Małą Warzęchową Strażnicą.
Brak jest danych na temat pierwszych wejść na Jamińską Strażnicę. Najłatwiejsze drogi prowadzą na nią z dolnej części Jaminy.